# Marcin Harasimowicz
Marcin Harasimowicz, ps. Martin Harasimowicz lub Martin Harris (ur. 15 sierpnia 1977 we Wrocławiu) – polski aktor, dziennikarz sportowy, pisarz komediowy, producent i gospodarz stand-up shows w południowej Kalifornii. Ukończył Szkołę Stella Adler Studio of Acting w Nowym Jorku. Zagrał w takich produkcjach, jak Anioły i demony, Walentynki, Czerwona Nota i Stranger Things 4.

## Życiorys
Urodził się we Wrocławiu, jako syn absolwentki Akademii Ekonomicznej we Wrocławiu Haliny Harasimowicz i historyka sztuki i kultury, profesora nauk humanistycznych i nauczyciela akademickiego Jana Harasimowicza. Ma młodszą siostrę Małgorzatę (ur. 1992).
Będąc w liceum grał w zespole rockowym. Następnie zajął się pisaniem recenzji muzycznych i dziennikarstwem sportowym. Autor książek LeBron James. Król jest tylko jeden? i Los Angeles Lakers. Złota historia NBA. Publikował swoje artykuły m.in. w Przeglądzie Sportowym, Playboyu, MVP Magazyn i Daily Mail.
Pracował dla telewizji BBC Sports, współprowadził znany podcast Soccer Comics. W wieku 31 lat postanowił spróbować swoich sił w Hollywood. Obecnie mieszka w Los Angeles, gdzie rozwija swoją karierę aktorską.
W Polsce szerokim echem odbił się udział aktora w popularnym serialu Stranger Things 4, gdzie pojawił się w trzech odcinkach.

## Filmografia
Filmy
- 2008: Sneeze jako Biegacz
- 2009: The Things We Carry jako Żołnierz nazistowski
- 2009: Hollywood, je t'aime jako Dzwoniący aktor
- 2009: Screening Room jako Andy
- 2009: Anioły i demony (Angels & Demons) jako Irlandzki reporter
- 2010: Playboy jako Detektyw Chase
- 2010: Walentynki (Valentine's Day) jako Chłopak w kinie
- 2010: Pete Smalls Is Dead jako Oficer Johnsen
- 2011: Letters from the Big Man jako Stenografista
- 2011: American Nudist jako Europejskie alter ego Taylora
- 2011: Violent Blue jako Zbigniew
- 2012: Battleship: Bitwa o Ziemię (Battleship) jako Rosyjski prezenter wiadomości
- 2013: Blue Dream jako Oficer Lanser/ Szef ochrony
- 2015: Actor for Hire jako Detektyw na przesłuchaniu
- 2015: Snake Eyes jako Judd Huxley
- 2015: The Paper Boat jako Igor
- 2016: Caged Beauty jako Inspektor
- 2016: Armenia, My Love... jako Hans Freiherr
- 2016: JOB's Daughter jako Peter Veiss
- 2016: Noirland jako Wilhelm
- 2017: Loves Park jako Janos
- 2017: Caravaggio and My Mother the Pope jako Alfonso, zbir Ranuccio
- 2018: For Jennifer jako Martin
- 2018: Memphis Fire jako Martin
- 2018: Darling Nikki jako Pan Fisher
- 2019: Among the Shadows jako Armond
- 2020: Polowanie (The Hunt) jako Mężczyzna zbierający opłaty
- 2021: Czerwona nota (Red Notice) jako Strażnik na wieży
- 2022: Amsterdam
- 2022: Silent Life jako Ochroniarz Valentino

Seriale
- 2022: Schody (The Staircase) jako Reporter z Niemiec
- 2022: Stranger Things 4 jako Więzień

Źródło.